# Ăn tết miệt vườn
Ăn tết miệt vườn là một bộ phim truyền hình được thực hiện bởi Hãng phim Phương Nam do Quách Khoa Nam làm đạo diễn. Phim phát sóng vào lúc 20h00 từ thứ 2 đến thứ 7 hàng tuần bắt đầu từ ngày 16 tháng 1 năm 2023 và kết thúc vào ngày 13 tháng 2 năm 2023 trên kênh THVL1.

## Nội dung
Ăn tết miệt vườn xoay quanh công việc kinh doanh của Điền (Quang Thái), làm cùng người yêu tên Mừng (Xuân Văn) và 2 đồng hương là Trung (Huỳnh Quý), Lân (Lâm Thắng). Điền vốn là người miền Tây, tính tình thật thà, khẳng khái. Anh từng làm nhiều việc ở TP. HCM như bán quán cà phê, quán ăn, chạy grab, giao hàng, làm ở trại giống cây, coi sóc nhà vườn...

## Diễn viên
- Quang Thái trong vai Điền
- Phương Khánh trong vai Mai
- Nguyễn Quốc Trường Thịnh trong vai Long
- Xuân Văn trong vai Mừng
- Lyna Trang trong vai Đài Trang
- Huỳnh Quý trong vai Trung
- Ngân Quỳnh trong vai Bà Tám[6]
- Công Ninh trong vai Ông Ba
- Ngọc Lan trong vai Bà Ba
- Bích Hằng trong vai Má Mừng
- Thanh Hằng trong vai Bà Loan[7]
- Thanh Điền trong vai Ông Định[8][9]
- Phương Dung trong vai Má Điền
- Lê Trang trong vai Bà Ngọc
- Phương Bình trong vai Ông Đạt
- Quách Khoa Nam trong vai Hai Hổ
- Đình Duy trong vai Chiến
- Thanh Hiền trong vai Ngoại Trung
- Phi Nga trong vai Mẹ Mai
- Lâm Thắng trong vai Lân
- Hiền Nguyễn trong vai Thảo

Cùng một số diễn viên khác....

## Ca khúc trong phim
Bài hát trong phim là ca khúc "Xuân đến rồi" do Nguyễn Ngọc Thiện sáng tác và Nhóm K3 thể hiện.